# Bogusława Olechnowicz
Bogusława Barbara Olechnowicz, z domu Dzierżak (ur. 22 listopada 1962 w Słupsku) – polska judoczka, uczestniczka Igrzysk Olimpijskich w Seulu i Barcelonie, mistrzyni Polski i Europy w judo.

## Życiorys
W 1979 r. ukończyła Zasadniczą Szkołę Ogrodniczą w Słupsku, zaś w 1985 r. Średnie Studium Społeczno-Prawne. Od 1978 r. judoczka (162 cm, 61 kg) Gryfa Słupsk (trener Wiesław Hałaburda). Była jedną z najlepszych polskich zawodniczek, cechowała ją silna osobowość, mocna psychika i zdecydowane dążenie do celu.
Była siedmiokrotną mistrzynią Polski: 5 razy w kategorii 61 kg (w latach 1985–1988 i 1991) i 2 razy w kategorii open (1985, 1988). Była pierwszą polską zawodniczką, która zdobyła medal w judo na Mistrzostwach Europy. W sumie trzykrotnie wywalczyła złoty medal na Mistrzostwach Europy (1985, 1987, 1992), zdobyła też brązowy medal Mistrzostw Świata w 1987 r. W 1988 r. uczestniczyła w Akademickich Mistrzostwach Świata w Tbilisi, z których przywiozła dwa brązowe medale (w swojej kategorii wagowej oraz drużynowo). Dwukrotnie brała udział w Igrzyskach Olimpijskich: w 1988 r. w Seulu jako przedstawicielka dyscypliny pokazowej zdobyła brązowy medal, natomiast cztery lata później w Barcelonie odpadła już w pierwszej rundzie po porażce z Brytyjką Diane Bell. Karierę zawodniczą zakończyła w 1992 roku.
Po zakończeniu kariery sportowej pracowała w Straży Miejskiej jako strażnik, obecnie zatrudniona jest w Szkole Policji w Słupsku jako wykładowca taktyki i techniki interwencji. W międzyczasie skończyła studia licencjackie, magisterskie i podyplomowe (jest magistrem administracji, oficerem i pedagogiem). Ma męża i dwójkę dzieci (synów).